# Sultan Schah (Aleppo)
Sultan Schah, auch Soltan Schah (arabisch سلطان شاه, DMG Sulṭān Šāh; † nach 1124/25), war der letzte Emir von Aleppo aus der türkstämmigen Dynastie der Seldschuken.
Sultan Schah wurde als Sechsjähriger nach der Ermordung seines älteren Bruders Alp Arslan al-Achras im September 1114 als neuer Herrscher von Aleppo installiert. Die tatsächliche Regierungsgewalt hatte der Eunuch Lulu als Atabeg, der aber schon im Jahr darauf nach einer Palastintrige ermordet wurde. Darauf glitten die Verhältnisse in Aleppo in anarchische Zustände, auf die Sultan Schah als Kind keinen Einfluss nehmen konnte. Profiteur dieser Zustände war der Ortoqide Ilghazi, der im Sommer 1118 in Aleppo einzog, die Herrschaft der Seldschuken beendete und Sultan Schah in die Gefangenschaft führte.
Damit endete die unmittelbare Herrschaft der Seldschuken in Syrien, wo fortan türkstämmige Dynastien (Buriden in Damaskus, Ortuqiden und Zengiden in Aleppo) um die Vormacht streiten sollten, die 1174 schließlich von den kurdischen Ayyubiden beerbt wurden.
Sultan Schah wurde von den Ortuqiden auf verschiedenen Burgen gefangen gehalten, bis ihm eines Tages die Flucht gelang. Im Jahreszeitraum 1124/25 tauchte er wieder auf, als er vergeblich versuchte, mit Hilfe der Franken unter König Balduin II. Aleppo zurückzuerobern. Doch den Kampf um die Stadt konnte im Frühjahr 1125 Aq Sunqur al-Bursuqi für sich entscheiden. Von Sultan Schah sind danach keine Nachrichten mehr überliefert.